# Testimonianze
Testimonianze è una rivista letteraria nata a Firenze nel 1958 per iniziativa di un gruppo di intellettuali cattolici (Ernesto Balducci, Lodovico Grassi, Mario Gozzini e Federigo Setti), che tuttora continua le pubblicazioni.
Appena appena che si scruti il nostro tempo con libertà interiore e con duttilità generosa, esso appare un tempo di contemplazione. 'Tempus contemplandi'. Testimonianze si propone di leggere i segni dei tempi e in questi segni cogliere il significato di un disegno di salvezza.
Un gruppo di cattolici lapiriani, popolari-democratici e maritainiani che si riunivano al circolo del Cenacolo di Firenze, tra i quali padre Balducci, Citterich, Gozzini, e Zolo, decidono nel 1958 di fondare una rivista che ribadisse il primato dello spirituale sul temporale e sul 1º numero della rivista verrà messo in chiaro da padre Balducci quanto si proponeva Testimonianze.
Tra il 1964 e il 1965 sulla rivista viene dibattuto il dialogo cattolici-marxisti e nello stesso tempo viene discussa la presenza conciliare della Chiesa nel mondo e sulla libertà di coscienza. Le interpretazioni che Testimonianze dà del Concilio e quelle che emergono dal convegno del 15-17 giugno 1966 sulla Responsabilità del laicato italiano dopo il Concilio appaiono alla Curia fiorentina troppo audaci e l'imprimatur alla rivista viene tolto.
Gli interessi del foglio vengono, con la nuova gestione laica, spostati verso le realtà della chiesa locale. La rivista diventa maggiormente politicizzata e si dibatte sull'intervento nella guerra del Vietnam, sul tema della non violenza e degli obiettori di coscienza.
Sui numeri del 1967 e 1968 si apre il dibattito sui gruppi spontanei e viene affrontata la vicenda dell'Isolotto con un numero speciale. Nel 1970 la rivista affronta il problema della Chiesa locale e la Chiesa istituzionale, sull'ecumenismo di base e quello di vertice. Con il tempo, la rivista, pur nel saldo riferimento alla sua matrice cristiana, ha accentuato il suo carattere di laicità ed è redatta da credenti e non credenti, in linea del resto con la sua vocazione originaria di strumento della cultura del dialogo. Tra i temi affrontati, nelle diverse fasi, dell'ormai lunga esperienza di "Testimonianze", quelli della pace dei diritti umani, del rapporto fede-storia, del dialogo fra culture e civiltà e (soprattutto nell'ultima sua fase) dell'analisi critiche delle dinamiche del "mondo globale". Sui temi della pace e dei diritti umani, la rivista, negli anni ottanta, si è fatta, in particolare, promotrice dei Convegni "Se vuoi la pace prepara la pace". Direttori della rivista, di cui Ernesto Balducci è stato il più eminente animatore fino alla sua scomparsa (25 Aprile 1992), sono stati, in successione, Danilo Zolo, Luciano Martini, Lodovico Grassi e (dal 1996) Severino Saccardi. La rivista, che continua regolarmente le pubblicazioni in versione cartacea con cadenza bimestrale, ha anche un sito (www. testimonianzeonline.com) e una pagina facebook ed è associata al Cric (Coordinamento riviste italiane di cultura).